# Ficus stolonifera
Ficus stolonifera är en mullbärsväxtart som beskrevs av George King. Ficus stolonifera ingår i släktet fikonsläktet, och familjen mullbärsväxter. Inga underarter finns listade i Catalogue of Life.